# سیارک ۱۳۳۰۲
سیارک ۱۳۳۰۲ (به انگلیسی: 13302 Kezmoh، نامگذاری:1998RO31) سیزده هزار و سیصد و دومین سیارک کشف شده‌است که در ۱۴ سپتامبر ۱۹۹۸ کشف شد.
قدر مطلق سیارک برابر ۱۷.۸ است.